# Érythème
L'érythème est la lésion dermatologique la plus courante, caractérisée par une rougeur congestive de la peau, diffuse ou localisée, s'effaçant à la vitropression (c'est-à-dire à l'appui, par exemple par un verre de montre).
Il s'agit généralement de la manifestation externe d'une vasodilatation, qui, quand elle est accompagnée d'une exsudation, confère à l'érythème un caractère faussement « papuleux ».
Cette lésion élémentaire ne s'accompagne généralement pas d'autres modifications locales.

## Typologies

### Érythèmespassifs
Les érythèmes passifs sont dus à une accumulation de sang veineux. Il peut s'agir d'une cyanose due à une insuffisance cardiaque ou respiratoire, une acrocyanose, des engelures, un livedo réticulaire ou un livedo racemosa.

### érythèmesactifs
Les érythèmes actifs sont dus à une vasodilatation. 
Ils peuvent être diffus ou localisés. 
- Parmi les érythèmes diffus, on reconnait :
  - Les érythèmes morbilliformes, ressemblant à celui de la rougeole  : ce sont ceux de la rougeole, la rubéole, le mégalérythème épidémique, la virose à coxsackies, la mononucléose infectieuse, la toxoplasmose ou d'origine iatrogène, dus aux antibiotiques, barbituriques, etc.
  - Les érythèmes scarlatiniformes sont ceux qui évoquent les taches provoquées par la scarlatine. Ce sont des plaques diffuses rouge vif, légèrement granitées à la palpation, sans intervalle de peau saine. Ils sont chauds ou cuisants, s’intensifiant dans les plis. Ils peuvent évoluer vers une desquamation en larges lambeaux. Ils sont retrouvés dans la scarlatine, la rubéole, l'érythème provoqué par le syndrome du choc toxique staphylococcique, celui de la maladie de Kawasaki, ou des érythèmes d'origine iatrogène, dus à des antibiotiques, des sulfamides, ou à une intoxication par le mercure (érythème mercuriel).
  - Les érythèmes roséoliformes, caractérisés par de petites macules rosées, pâles et bien séparées les unes des autres, sont dus à une infection ou sont d'origine iatrogènes (réaction cutanée à des antibiotiques, barbituriques...). Les infections en cause peuvent être l'exanthème subit, la rubéole, la primo-infection à VIH, la syphilis secondaire, la fièvre typhoïde ou une infection à entérovirus[1].

- Parmi les érythèmes localisés, on classe :
  - l'érythème actinique (ou coup de soleil, qui est une brûlure apparaissant sur la partie de la peau trop exposée au rayonnement UV B (290 nm-350 nm de longueur d'onde, dans le spectre non-visible du rayonnement solaire[2],[3]) ;
  - la lucite ;
  - l'intertrigo ;
  - la photodermatose qui est parfois une allergie solaire (lucite), éventuellement liée à une photosensibilisation ; une cause courante est une surexposition de la peau aux ultraviolets, le plus souvent d'origine solaire (érythème solaire, communément appelé « coup de soleil »), et qui peut avoir différents de niveaux de gravité selon l'intensité de la brûlure, de la simple rosification temporaire, au coup de soleil classique (suivi d'une desquamation dans les jours qui suivent du fait de la déshydratation) jusqu'à la formation de cloques puis de plaies purulentes (quand les couches inférieures non protégées du derme, elles aussi inflamées, sont exposées aux infections locales) ;
  - le lupus érythémateux disséminé ;
  - la dermatomyosite et l'érysipèle ;

L'érythème localisé peut avoir une raison émotive comme l'érythème pudique et n'apparaître qu'au visage. 
- Parmi les érythrodermies, on classe enfin :
  - le psoriasis ;
  - l’eczéma de contact ;
  - la dermatite atopique ;
  - les toxidermies médicamenteuses et les hématodermies ;
  - l'érythème migrant dû à une bactérie du genre Borrelia transmise par piqûre de tique (maladie de Lyme) ;
  - et l'érythème fessier, identifiable particulièrement chez le nourrisson où il est généralement dû au frottement des couches-culottes.

### Télangiectasie
La télangiectasie est une dilatation permanente des vaisseaux superficiels, formant des traînées linéaires rouge vif, parfois anastomosées en réseau et s'effaçant à la vitropression. Elle est héréditaire ou acquise. 
- héréditaire : maladie de Rendu-Osler, ataxie-télangiectasie, poïkilodermie congénitale et angiome plan.
- acquise : couperose du visage, sclérodermie, angiome stellaire de la grossesse ou de la cirrhose hépatique et les varicosités.

## Diagnostic différentiel
- Purpura : ne s'efface pas à la vitropression ; évolution de la coloration ;
- Angiome plan : congénital ; la vitropression l'estompe et fait apparaître des télangiectasies ;
- Papules : infiltrées ;
- Érythermalgie : acrosyndrome, érythème douloureux des extrémités évoluant par crises.